# Pågatågen
Pågatågen är ett lokal- och regionaltågssystem inom Skåne län med linjer in i angränsande län. Ansvarig för trafiken är Skånetrafiken, en förvaltning inom Region Skåne. Trafiken drivs av VR Sverige (tidigare namn Arriva Sverige). Orter som trafikeras är bland annat Malmö, Lund, Landskrona, Helsingborg, Trelleborg, Ystad, Ängelholm, Kristianstad, Simrishamn, Svedala, Eslöv och Höör. Från 2013 har man även pågatågstrafik utanför Skåne, till Markaryd i Kronobergs län och Karlshamn i Blekinge län samt sedan invigningen av Hallandsåstunneln 2015 också till Laholm och Halmstad i Hallands län. I december 2018 började Pågatåg Express köra en morgontur från Malmö till Älmhult i Kronobergs län och omvänt på eftermiddagen.  Ett nytt dubbelspår öppnade för trafik i december 2024, vilket inkluderar upprustade stationer i Maria, Ödåkra, Kattarp och Ängelholm. Detta möjliggör kortare restider mellan Ängelholm och Helsingborg. Skåne trafiken

## Terminologi
Pågatågen är ett mellanting mellan lokaltåg och regionaltåg som kompletteras av Öresundstågen som är ett mellanting mellan regionaltåg och fjärrtåg. Tågen består av lilafärgade elmotorvagnar av modellen X61 och är uppkallade efter någon verklig eller fiktiv skånsk påg eller tös. Det finns turer som kallas Pågatåg Express och som har ett fåtal stopp. 
Begreppet pendeltåg används inte om något tåg i Öresundsregionen, vare sig i Skåne eller på Själland.

## Organisation
Dåvarande Länstrafiken Malmöhus blev huvudman för den lokala persontrafiken på järnväg 1983, innan dess var Sydvästra Skånes kommunalförbund (SSK) och Nordvästra Skånes kommunalförbund (NSK) ansvariga för pågatågstrafiken medan Statens Järnvägar ansvarade för övrig lokal järnvägstrafik i länet. På några sträckor kompletteras trafiken av Öresundstågen.
Samtliga järnvägar som används för Pågatåg är byggda mellan 1856 och 1898, utom sträckan Kävlinge–Helsingborg som togs i bruk 2001 (som alternativ sträckning till den befintliga Rååbanan), Citytunneln i Malmö, som togs i bruk 2010 och Hallandsåstunneln som ersätter den gamla linjen över Hallandsåsen som togs i bruk 2015.
Början till vad som blev Pågatågen skedde 1975 när dåvarande Statens Järnvägar (SJ), som skötte all lokal persontrafik på järnvägen, meddelade kommunerna och Sydvästra Skånes kommunalförbund (SSK) att persontrafiken till stationerna mellan Lund och Malmö och persontåget Malmö–Trelleborg skulle läggas ner 1976. Samtidigt började Statens Järnvägar att utreda om persontrafik mot Eslöv, Landskrona och Hässleholm skulle fortsätta. Påtryckningar från kommunerna och SSK ledde till att en del linjer inte blev nedlagda. Under 1977 ville SSK införa ett regionalt månadskort som skulle gälla både på tåg och bussar inom kommunerna. Statens Järnvägar motsatte sig detta eftersom lokaltågen skulle upphöra om några år. Fordonstypen X7 som användes var utsliten och Statens Järnvägar skulle inte köpa några nya fordon. För att upprusta X7 och fortsätta lokaltrafiken krävde Statens Järnvägar ett avtal med SSK. Förhandlingar startade våren 1978 och i september träffades ett 25-årigt avtal. Statens Järnvägar skulle anskaffa fem X10 som skulle användas på linjerna Malmö–Lund–Eslöv och Malmö–Lund–Kävlinge. SSK fick införa månadskort 1 januari 1979 och trafiken med de beställda X10 beräknades starta våren 1981 vid tidtabellsskiftet. Till dess skulle X7 användas. X10 kom att få lila färg som en kompromiss mellan SJ:s princip om mörkblått för lokala motorvagnståg och Skånes önskan att inte ha samma färg som i Stockholm. Nordvästra Skånes kommunalförbund blev nu intresserade och det ledde till inköp av tre X10 (senare ytterligare en) för persontrafik mot Landskrona och Helsingborg från Kävlinge med start 1983. Månadskortet var framgångsrikt och passagerarantalet översteg förväntningarna. SSK och NSK började förhandla med Statens Järnvägar om ytterligare fordon men man ansåg att Statens Järnvägars affärsvillkor var orimliga. De kontaktade ASEA och köpte ytterligare fem motorvagnar direkt från ASEA med ett lån från PKbanken.
Avtalen som hade skrivits av SSK och NSK togs över av Länstrafiken Malmöhus som bildas 1983 när olika länstrafikbolag i Sverige tog över ansvaret för kollektivtrafiken med såväl buss som tåg inom länen.

## Linjenätets utveckling

### Malmöhus län
Det första pågatåget kördes den 9 januari 1983. Från början trafikerades linjerna Malmö–Lund–Eslöv och Malmö–Lund–Kävlinge–Landskrona med de nio motorvagnar som Statens Järnvägar hade köpt på uppdrag av SSK och NSK. Trafik på en tredje linje Malmö–Lund–Kävlinge–Helsingborg kommunicerades 1983, men blev först senare av på grund av fordonsbrist. I väntan på ytterligare motorvagnståg, som levererades 1985, trafikerades Helsingborg med äldre materiel, bland annat lokdragna tåg.
År 1990 började pågatågen trafikera den då oelektrifierade sträckan Malmö–Ystad (Ystadbanan). Man körde därför med Y1-motorvagnar. 1996 var banan elektrifierad och därmed började man i stället trafikera sträckan med X11-motorvagnar.

### Skåne län

Geografisk linjekarta för Pågatågen från år 2013. Sedan dess har många linjer ändrats och lagts till.

1997 sammanfördes Malmöhus län och Kristianstads län till ett län vilket bidrog till att pågatågstrafiken utökats till orter som tidigare ingått i Kristianstads län bland annat Åstorp och sedan 2003 även Simrishamn, som tidigare trafikerades av Österlenaren.
Den 17 juni 2007 förlängdes pågatågslinje 5 så att den även omfattade sträckan Kristianstad–Åstorp. Samma dag tog Arriva över Pågatågstrafiken från SJ förutom linje 2 (Malmö–Landskrona–Ängelholm) som kvar blev hos SJ.
Den 9 januari 2008 firades pågatågens 25-årsjubileum på flera stationer i Skåne. Dessutom visades en fullskalig prototyp (utan hjul) av det nya pågatåget X61 för första gången för allmänheten på Malmö centralstation under perioden 9–13 januari 2008.
År 2013 började man köra enstaka extra turer som kallas Pågatåg Express, sedermera PågatågenExpress, och som har ett fåtal stopp, på sträckan Helsingborg–Malmö (ungefär Öresundståg som kallas Pågatåg och bara går inom Skåne med undantag en tur från Malmö på morgonen till Älmhult och retur på eftermiddagen). Några turer kör direkt från Malmö C till Helsingborg C utan att stanna någonstans på vägen. I december 2019 började även Pågatåg Express trafikera sträckan Malmö C - Trelleborg C och trafiken gick utan uppehåll mellan stationerna via Kontinentalbanan.

### Citytunneln
Den stora investeringen i Citytunneln genom Malmö innebar att Pågatågen leds genom Malmö centrals nedre spår till stationen Triangeln och Hyllie som är pågatågens sydvästliga slutpunkt (före Öresundsbron).
I samband med arbetena för Citytunneln stängdes Östervärns station 15 juni 2009 på sträckan Malmö–Ystad–Simrishamn. Anledningen var att växelkonfigurationen vid själva stationen inte var lämplig för trafik till och från den planerade provisoriska stationen vid Malmö C under arbetet med Citytunneln.
Den 12 december 2010 förlängdes linjen Höör–Malmö till att omfatta även sträckan Kristianstad–Hässleholm–Höör. Dessutom började samtliga pågatåg utom pågatågen till/från Ystad att göra uppehåll vid Triangeln och i Hyllie. Samtidigt tog Arriva över linjen Malmö–Landskrona–Ängelholm som innan trafikerades av X31 med DSBFirst som operatör.
En mindre förändring skedde även (12 december 2010) för linjen Helsingborg–Kristianstad då man åter började göra uppehåll i Påarp och Mörarp, men samtidigt slopades de särskilda avgångarna i högtrafik mellan Helsingborg och Åstorp.
Den 15 augusti 2011 började även Pågatågen till Ystad/Simrishamn att köra genom Citytunneln och då stängdes även Persborgs station. Att tågen till Ystad inte började gå via tunneln direkt när den togs i drift berodde på att bangården i Malmö samt spårförbindelsen i Lockarp inte var färdiga samtidigt som tunneln.
Därmed återöppnades Svågertorps station.
Den 14 maj 2011 började Pågatågen göra uppehåll i Sösdala (mellan Höör och Hässleholm).

### Pågatåg Nordost
Projektet Pågatåg Nordost fick uppdraget av sina medlemskommuner att skapa förutsättningar för nya tåglinjer utgående från Hässleholm som gemensam knutpunkt. Dessa linjer är Hässleholm–Markaryd  samt Hässleholm–Alvesta–Växjö.
Satsningen innebar 13 nya stationer inom Pågatåg Nordost. År 2011-2014 byggdes stationer i Sösdala, Ballingslöv, Hästveda, Killeberg, Bjärnum, Vittsjö, Önnestad, Fjälkinge och Tjörnarp i Skåne län samt i Diö, Vislanda, Gemla och Markaryd i Kronobergs län. 15 december 2013 startade pågatågtrafiken mellan Hässleholm och Markaryd, med stopp i Bjärnum och Vittsjö, samt mellan Kristianstad och Bromölla med stopp i Fjälkinge. Likaså öppnades Önnestads station mellan Hässleholm och Kristianstad. 
Samtidigt startade en ny lokaltågslinje mellan Hässleholm och Växjö med uppehåll vid nio mellanliggande stationer. Denna trafik drivs dock som Krösatåg, vilket är Jönköpings läns/Kronobergs läns varumärke.
Sista stationen som togs i bruk i projektet Pågatåg Nordost var Tjörnarps station (pågatågslinjen Malmö-Kristianstad) som invigdes den 14 december 2014.
Pågatåg Nordost har därefter fått nya uppdrag (Pågatåg Nordost 2.0) såsom att skapa förutsättningar för att:
- Pågatågen från Hässleholm till Markaryd skall få en ny slutstation Halmstad, (vilket planeras kunna vara möjligt senast 2023[uppföljning saknas] [25]).
- Alvesta - Växjö skall få dubbelspår och tre nya stationer och ett anslutande industrispår.
- Dubbelspår på Skånebanan Kristianstad–Hässleholm–Helsingborg, med möjlighet till ökad hastighet (160 km/h) samt direkttåg på samma sträcka.

### Malmöringen
Enligt ett avtal från 2010 mellan Malmö kommun och Skånetrafiken öppnades den 9 december 2018 en pågatågslinje som går runt Malmö, och har sträckningen Malmö central–Östervärn–Rosengård–Persborg(–Fosieby)–Svågertorp–Hyllie. 
Ett (nuförtiden byter båda pågatågen linjesträckning) tåg i timmen byter nummer i Hyllie och fortsätter som reguljärt Pågatåg till/från orter som Åstorp eller Kristianstad via Citytunneln. Det fortsätter alltså Hyllie–Triangeln–Malmö central och sedan vidare längs Södra Stambanan. Det andra tåget är en lokal pendel. På grund av trängsel i Citytunneln, främst vid Triangeln (stationen byggdes enbart med en plattform och två spår i motsats till Hyllie och Malmö C Nedre som båda har fyra spår och två plattformar) går tågen inte oftare än två per timme, vilket är ganska glest för en tåglinje inom en storstad.
Linjen kallas officiellt "Pågatåg på Kontinentalbanan" av Skånetrafiken, men benämns ofta som "Malmöringen" i press och kommunal kommunikation. Linjen ter sig på kartor och i annat informationsmaterial som en ringlinje tack vare förlängningen från Hyllie, men är ingen sann ringlinje av flera skäl. Dels trafikeras helt olika spår vid Malmö C Övre respektive Nedre - linjen bildar alltså ingen cirkel. Dels passeras Malmö C Nedre enbart som del av annan Pågatågslinje även när det fysiska tågsättet startar eller slutar vid Malmö C Övre.
Malmö kommun har tagit på sig det ekonomiska ansvaret för trafiken, då Skånetrafiken kräver en kostnadstäckning på minst 50 procent, något som den nya pågatågslinjen inte kommer upp i.
Stationen i Rosengård byggdes ny till trafikstarten 2018. Eventuellt kan det bli aktuellt med en framtida station i Fosie.

### Söderåsbanan och Lommabanan
Söderåsbanan och Lommabanan är ursprungligen separata järnvägslinjer, men utgör numera delsträckor på järnvägen mellan Ängelholm och Arlöv (Malmö) som Trafikverket samlat kallar för Godsstråket genom Skåne. Från och med december 2021 trafikeras sträckan Åstorp–Teckomatorp–Kävlinge–Lomma–Malmö med Pågatåg.
Pågatågstrafik Malmö–Kävlinge via Lommabanan togs upp i december 2020, då med två nya stationer, Lomma och Furulund. Trafikverket har byggt ett mötesspår vid Stävie för att så småningom kunna utöka till halvtimmestrafik på sträckan. Därtill planeras[när?] två nya stationer, i Flädie och Alnarp.
Söderåsbanan började trafikeras av Pågatåg i december 2021. Nya stationer invigdes i Svalöv, Billesholm och Kågeröd och Teckomatorp station fick en ny plattform.
Från och med december 2023 delas linjerna återigen upp i två. Tågen från Malmö via Lommabanan vänder i Kävlinge och tågen från Åstorp via Söderåsbanan fortsätter istället via Lund till Malmö. På så sätt kan trafiken på Lommabanan utökas samtidigt som konflikter mellan tåg i Kävlinge undviks.

## Linjer
| Linje | Linje                                                                     | Längd (km) | Stationer |
| ----- | ------------------------------------------------------------------------- | ---------- | --------- |
| 2     | Halmstad C–Förslöv–Ängelholm–Helsingborg C                                | 83         | 10        |
| 2+6   | Helsingborg C–Landskrona–Kävlinge–Lund C–Malmö C–Hyllie–Ystad–Simrishamn  | 183        | 29        |
| 3     | Helsingborg C–Teckomatorp-Eslöv–Lund C–Malmö C-Hyllie                     | 88         | 14        |
| 4B    | Karlshamn–Kristianstad C                                                  | 62         | 6         |
| 4B+9  | Kristianstad C–Hässleholm C–Höör–Lund C–Malmö C–Hyllie–Trelleborg         | 150        | 23        |
| 5     | Helsingborg C–Åstorp–Hässleholm C–Kristianstad C                          | 107        | 14        |
| 7     | Markaryd–Hässleholm C                                                     | 37         | 4         |
| 8     | Åstorp–Teckomatorp–Kävlinge–Lund C–Malmö C–Hyllie                         | 77         | 12        |
| 10    | Älmhult–Hässleholm–Malmö C–Hyllie–Svågertorp Endast ett fåtal tåg per dag | 144        | 10        |
| 11    | Kävlinge–Lomma–Malmö C–Hyllie–Svågertorp–Persborg–Malmö C                 | 43         | 11        |

Linjenumren är Skånetrafikens tidtabellsnummer.

## Utveckling

Pågatågstrafiken med trafikerade linjer (lila) och planerade linjer (ljuslila). Streckade linjer trafikeras endast under rusningstrafik.

### Genomfört
- 13 december 2015: Pågatågen från Helsingborg till Ängelholm förlängs till nya Förslövs station, med uppehåll vid Barkåkra Station, som öppnas för pågatågstrafik samma dag.[39][40][41] Stationerna läggs vid den nya banan som går igenom Hallandsåsen. Däremot blir det ingen station i Grevie, vilket tidigare var påtänkt från Båstads kommun. Det gamla spåret kommer då att rivas upp när Hallandsåstunneln blir färdigställd och omvandlas till cykelbana.[41][42] En ny pågatågslinje mellan Helsingborg och Halmstad tas i bruk samtidigt, som kommer göra uppehåll i Förslöv när signalsystem och extra plattform är fixat för norrgående tåg som gör uppehåll i Förslöv.[43][44][45][46]
- 13 december 2015: Pågatågstrafiken invigs på Trelleborgsbanan mellan Malmö-Trelleborg[47]. De nya stationer som öppnas för pågatågstrafiken längs banan är Västra Ingelstad, Östra Grevie och Trelleborg[47].
- I december 2015 öppnades Hallandsåstunneln och då började pågatåg köra till Halmstad med två ytterligare stationer, Båstads nya och Laholm. Öresundståg har fortsatt ett tåg per timme Köpenhamn-Göteborg. Men i Halmstad finns nu förbindelse med Öresundstågen Halmstad-Göteborg, så det blir två förbindelser Skåne-Göteborg per timme och riktning.
- 2016: Pågatågen Malmö–Teckomatorp–Helsingborg omleds via Eslöv i stället för Kävlinge. Ny station blir Marieholm.[48] På grund av att en omfattande kostsam upprustning ansågs nödvändig, enligt en utredning från Banverket (2008), så beslutade Eslövs kommun och Region Skåne för att gå in med häften av kostnaderna, vilket Töv och i Barkåkra. Detta var inte möjligt tidigare då signalsystem och extra plattformar i Förslöv inte var redo för det.
- 2020: Pågatågen började i december att köra mellan Malmö och Kävlinge på Lommabanan, där det tidigare bara funnits trafik med godståg. Furulund och Lomma fick nya stationer på sträckan.
- 2021: Ett år efter Lommabanan öppnades även Söderåsbanan för Pågatågstrafik. Precis som med Lommabanan hade Söderåsbanan främst använts för godstågstrafik, undantaget störningar i järnvägsnätet då andra tåg kunde omledas via den. Då Pågatågen började trafikera Söderåsbanan hade det byggts nya stationer i Svalöv, Kågeröd och Billesholm. Linjen kopplades samman med den via Lommabanan och bildar det Skånetrafiken kallar linje 12. Rutten sträcker sig mellan Malmö och Åstorp.
- 2023: En tid efter invigningen av fyrspåret Malmö-Lund öppnades den 10 december en ny pågatågsstation i Klostergården i södra Lund.[49]

### Möjlig framtid
- 2028[50]: Pågatåg/Öresundståg Markaryd–Halmstad är en ny linje som knyter samman Skåne, Kronoberg och Halland. Nya stationer blir Knäred och Veinge. Sträckan Hässleholm–Markaryd har öppnats tidigare, 2013 (se Pågatåg Nordost ovan). Enligt en åtgärdsvalsstudie gjort av Trafikverket kommer inte trafikstart igång förrän tidigast 2024.

### Önskade nya järnvägar
Diagonalen
Det finns önskemål (från bland annat kommuner längs sträckan och i Blekinge) om en ny järnväg från Kristianstad till Lund eller Eslöv via Hörby, Skånediagonalen, vilken skulle ge en genväg med kortare restid. 
Simrishamnsbanan
Det finns önskemål (från bland annat kommuner längs sträckan) om en ny snabbtågsjärnväg från Simrishamn till Malmö via Tomelilla, Sjöbo och Staffanstorp. Det antas kunna gå tåg Simrishamn–Malmö betydligt snabbare än de existerande tågen via Ystad.

## Fordon
I Pågatågstrafiken används tågtypen X61. Man har tidigare använt Y1, X10 (senare ombyggd till X11), X52 (kallas Regina) och X31K. X31K och X52 har enbart använts i väntan på nya Pågatåg.

### X11

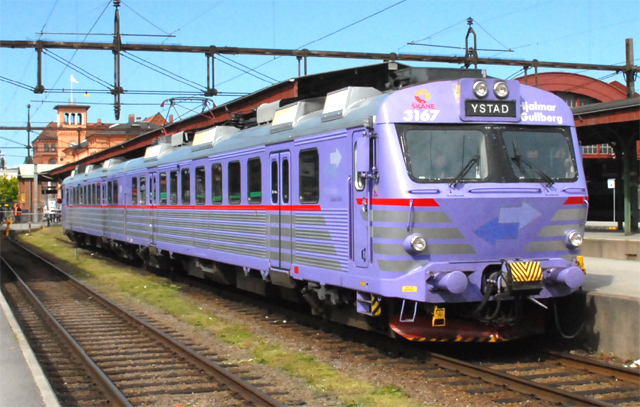
Pågatåg nr 3167 (Hjalmar Gullberg) av modellen X11 på Malmö centralstation

Pågatågen kördes vid starten 1983 med tågtypen X10 (senare ombyggd till X11). De färgsattes i lila, vilket väckte uppmärksamhet då inget svenskt tåg tidigare haft den färgen. Under många år var motorvagnarna X10 inredningsmässigt i stort sett identiska med de pendeltågsvagnar som kördes av Storstockholms lokaltrafik. Mellan 1993 och 1999 byggdes pågatågens X10:or om, bland annat togs det mittre dörrparet bort, inredningen byttes ut, den yttre färgsättningen förnyades och vagnarna utrustades med toalett. De räknas sedan dess som en egen fordonstyp med Littera X11. X11 har en topphastighet av 140 kilometer i timmen.
X11-tågen är sedan hösten 2013 helt borta från pågatågstrafiken och ersatta av X61 eftersom de inte fick gå i Citytunneln (i bruk sedan december 2010) såvida de inte hade genomgått en dyr modifiering med nödbromsöverbryggning, vilket endast gjordes tillfälligt på ett mindre antal. De hade dispens under 2011.
Nästan alla X11:or har sålts utom en som delvis skrotats efter en brand. 20 av dessa används sedan dess i andra län, särskilt i Småland, Kronoberg och Blekinge, som Krösatåg i ”Pågatåg Nordost”-konceptet som delvis sträcker in sig i Skåne. Dessa vagnar genomgick under åren 2013–2015 upprustning och fick då nya säten, inredning, toaletter och Krösatågs nya färgsättning. Tre tåg rullar hos Norrtåg på pendeltågslinjen mellan Umeå och Vännäs (Hällnäs som reserv som deras Itino). X11-motorvagnarna kan även ses som reserv på Malmbanan. Två vagnar är målade i Transitos reservtåg som hyrs ut till länstrafikbolagen.

### X61
| Interiören av den nya tågtypen X61 |  | Interiören av den nya tågtypen X61 |
| Interiören av den nya tågtypen X61 |  |                                    |

X11:orna hade rullat i över 25 år och börjat bli slitna, dessutom saknade de lågt golv och luftkonditionering, vilket har stor betydelse när det gäller krav på handikappanpassning och komfort. En annan nackdel var att tågtypens högsta hastighet endast var 140 kilometer i timmen.
Den 5 december 2006 fattade nämnden för kollektivtrafik inom Region Skåne beslutet att tågtypen X60, tillverkad av Alstom, skulle ersätta X11. Typen kallas X61 eftersom den avviker på flera sätt från X60 (som används i Stockholms pendeltågstrafik): bland annat är X61 kortare och har annan inredning. X61 har liksom X60 lågt golv, klimatanläggning och en maxfart på 160 kilometer i timmen vilket ger kortare restider än med X11.

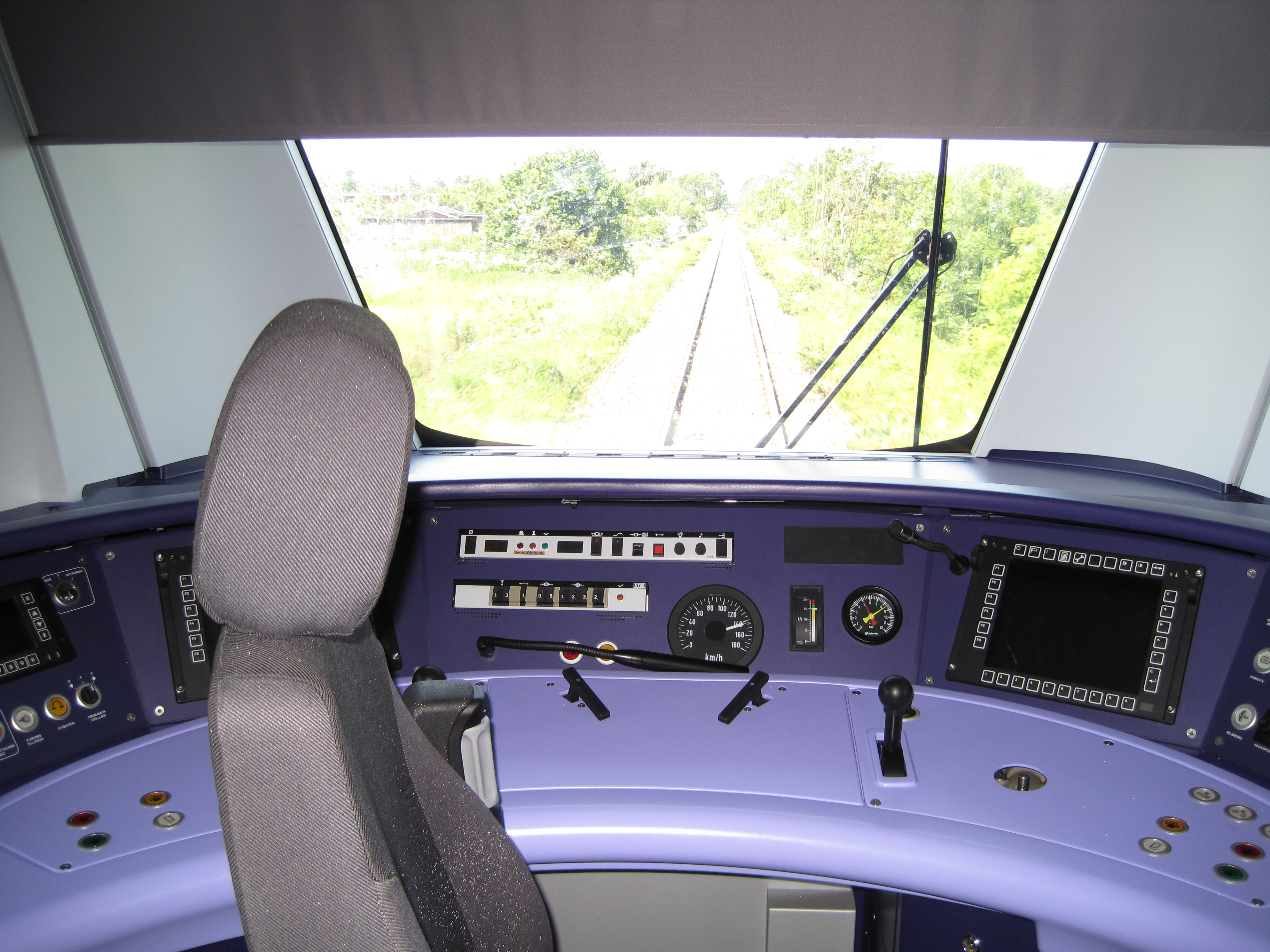
Förarhytten hos X61

Den 16 augusti 2010 gick den första X61 i ordinarie trafik. Redan den 4 december 2009 kördes invigningsturen med X61 Birgit Nilsson. Invigning och dop var på Malmö centralstation. På grund av olika tekniska problem ville dock Skånetrafiken inte godkänna tågen för leverans och trafikstarten drog ut på tiden.
Först ut med de nya tågen blev linje 5 (Helsingborg–Åstorp–Kristianstad) följt av linje 2 (Malmö–Landskrona–Ängelholm) och därefter kom övriga. Anledningen till att man valt just den ordningen var att dels kördes linje 2 då med inlånade X31:or från öresundstågsystemet och dels trafikerades vissa linjer (främst linje 5) med inhyrda X52:or från SJ. Genom att koncentrera de första X61:orna till just dessa två linjer kunde man snabbt ersätta alla inhyrda och inlånade tåg som för övrigt behövdes på andra håll. I september 2013 var 51 tågsätt levererade och alla kvarvarande X11:or tagna ur trafik varav ett delvis skrotat. X61 har också beställts till Västtrafik, Östgötatrafiken, Storstockholms lokaltrafik SL (X60) och Västernorrlands läns trafik (X62).
I början av 2019 hade Skånetrafiken 99 tågsätt X61, tio fler än vad den dåvarande trafikvolymen krävde. Medräknat tågsätt under reparation och underhåll, dessa tåg hyrs ut till Västtrafik, som har tågbrist, i avvaktan på utbyggnad av trafiken i Skåne med nya sträckor och tätare trafik efter spårutbyggnad.

## Namngivna tågsätt

### Äldre namn
I enlighet med namnet Pågatågen är de flesta tågen uppkallade efter någon verklig eller fiktiv skånsk påg (pojke). En kvinna, Victoria Benedictsson, har också fått ge namn åt ett tåg, dock genom sin manliga författarpseudonym Ernst Ahlgren. Listan nedan visar samtliga äldre namn på pågatågen av typen X11: Nedan syns även de som fick ge namn åt motorvagnarna som trafikerade Ystadbanan innan den elektrifierades.
| - Bombi Bitt - Nils Holgersson - Piraten - Magnus Stenbock - Sten Stensson Sten - Röde Orm - Kalle på Spången - Tycho Brahe - Edvard Persson | - Jätten Finn - Jörgen Kock - Kullamannen - Gabriel Jönsson - Sten Broman - Hjalmar Gullberg - Absalon - Enoch Thulin - Nils Ludvig | - Ruben Rausing - Per Albin Hansson - Ernst Ahlgren - Eric Persson - Hans Ostelius - Falstaff, fakir - Henry Dunker - Kal P. Dal - Fredrik von Blixen-Finecke (Y1) | - Arvid Posse (Y1) - Magnus Hallenborg (Y1) - Jacob Lachmann (Y1) - Frans Henrik Kockum (Y1) - Tage Thott (Y1) - Corfitz Beck-Friis (Y1) - Knut Nihlén (Y1) - Julius Stiernblad (Y1) - Gösta Netzén (Y1) |

### Nya namn 2009
Den 1 juni 2009 meddelade Skånetrafiken att man valt ut namn till de 49 nya tågsätt som driftsattes 2010. Bland namnen, vilka tagits fram genom förslag från allmänheten genom radiokanalen P4 Radio Kristianstad, märks bland annat Johan Jacob Döbelius, Rutger Macklean, August Palm och Folke ”Spuling” Lindh. Nytt för denna omgång tåg är att även kvinnonamn kommit i fråga, däribland Birgit Nilsson, Märta Måås-Fjetterström och Tiffany Persson.
| - Tiffany Persson - Hanna från Arlöv - Uarda - S:ta Thora - Flickan från Backafall (Ellen från Backafall) - Elsa Andersson - Sally Bauer - Christina Piper - Posta-Nilla - Signe Jansson - Victoria Benedictsson (även som ”Ernst Ahlgren” hos äldre pågatåg) - Märta Måås-Fjetterström - Torun Bülow-Hübe - Alice Lyttkens - Git Gay - Lasse Holmqvist | - Sonja Stjernquist - Anna Q. Nilsson - Birgit Nilsson - Vita Karin - Lille Mads - Kurt Wallander - Rio-Kalle - Johan Jacob Döbelius - Fader Gunnar - Rutger Macklean - August Palm - Spuling - Carlos Zoéga - Carl Adolph Agardh - David H. Ingvar - Bo Widerberg | - Max Lundgren - GAN (Gösta Adrian-Nilsson) - Frans G. Bengtsson - Östen Warnerbring - Nils Poppe - Ernst-Hugo Järegård - Tollarparn - Lars-Erik Larsson - N.P. Möller - Stålfarfar - Ålakungen - Bäckahästen - Frans Henrik Kockum (även hos äldre pågatåg Y1) - William Arne - Holger Crafoord - Georg Oddner |

### Namn 2011-2018
Efter det stora antalet nya namn på pågatåg 2010 beslutades det successivt om namn på nya tågsätt:
| - Kal P Dal - Hedda Andersson - Ulla Billquist - Jarl Kulle - Frans Suell - Wilmer X - Tycho Brahe - Hans-Uno Bengtsson | - Axel Ebbe - Eva Remaeus - Anita Ekberg - Lina Jonn - Hjalmar Gullberg - Ingrid Schrewelius - Edvard Persson - Rudolf Abelin | - Carl Fredrik Hill - Herbert Felix - Karolina Widerström - Ruben Rausing - Gustaf Kjellvander - Piraten - Nils Holgersson - Olivia Nordgren |

### Nya namn 2019
Skånetrafiken meddelade 11 april 2019 namnen på nitton nya pågatåg:
| - Elin Wägner - Alice Timander - Harald Blåtand - Mona Seilitz - Lasse Larsson - Lars Lendrop - Rudolf Fredrik Berg | - Nell Walden - Peder Winstrup - Carin Mannheimer - Fjellis Fjellström - Justus Fredrik Tranchell - Rune Elmqvist - Emil Mazetti-Nissen | - Charlotte Weibull - Elsa Grave - Åke Arenhill - Kim Wall - Hans Alfredson |

## Bildgalleri

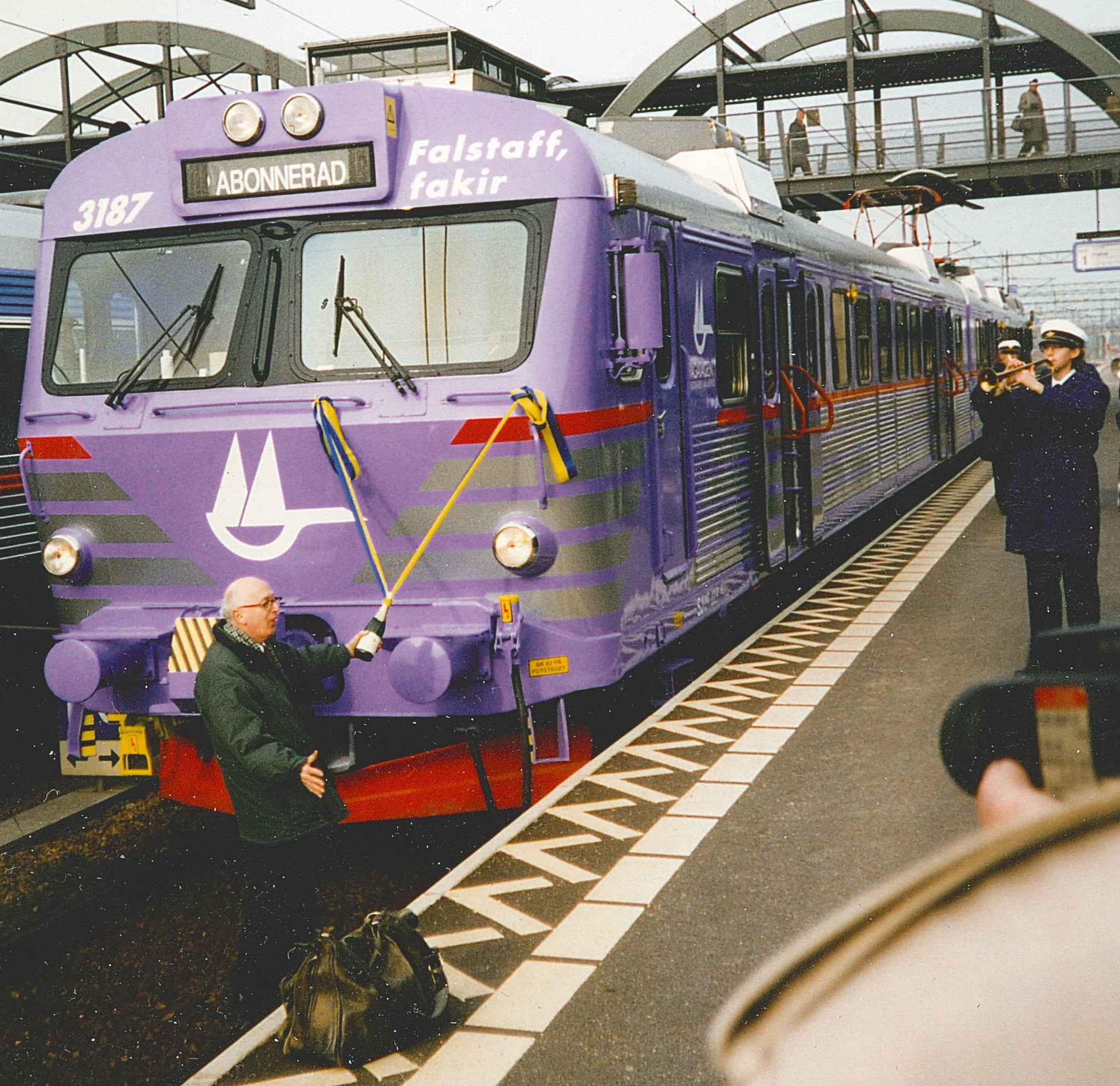
Invigning av Pågatåg nr 3187 (Falstaff, fakir) 1998 på Lunds centralstation
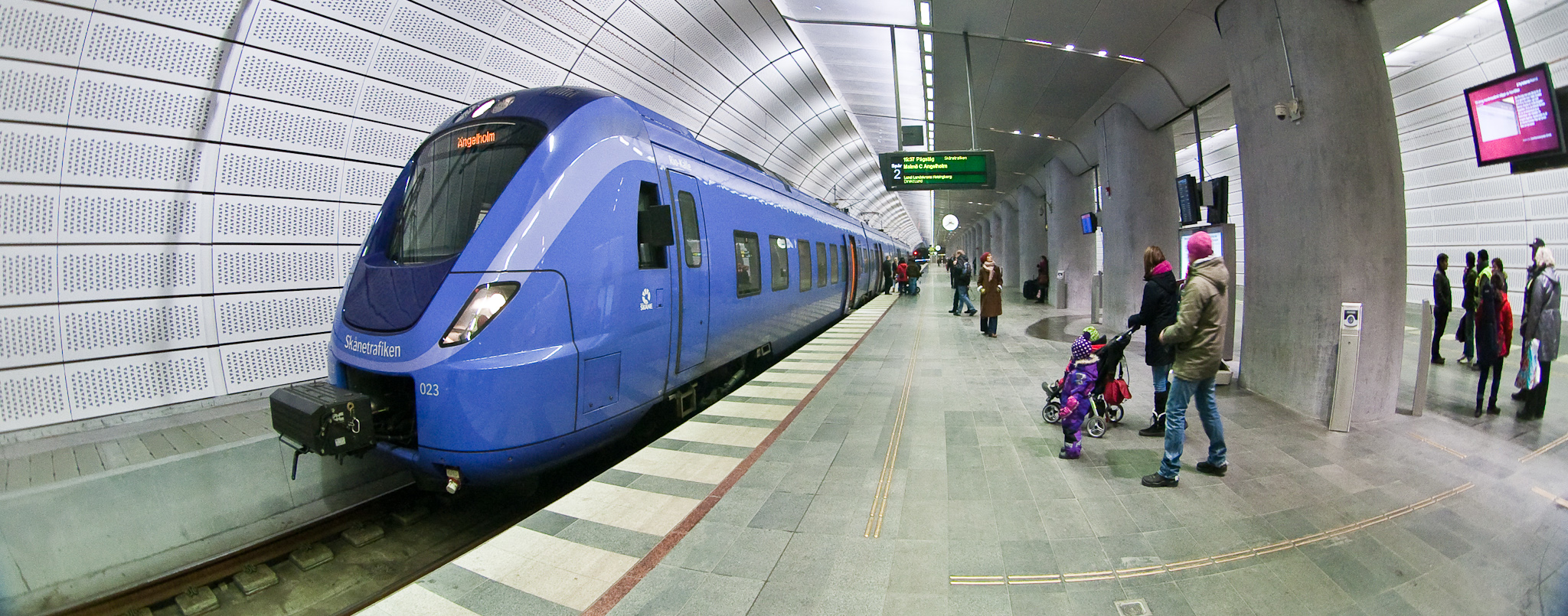
Pågatåg nr 023 (Rio-Kalle) av typ X61 på Triangelns station 2011
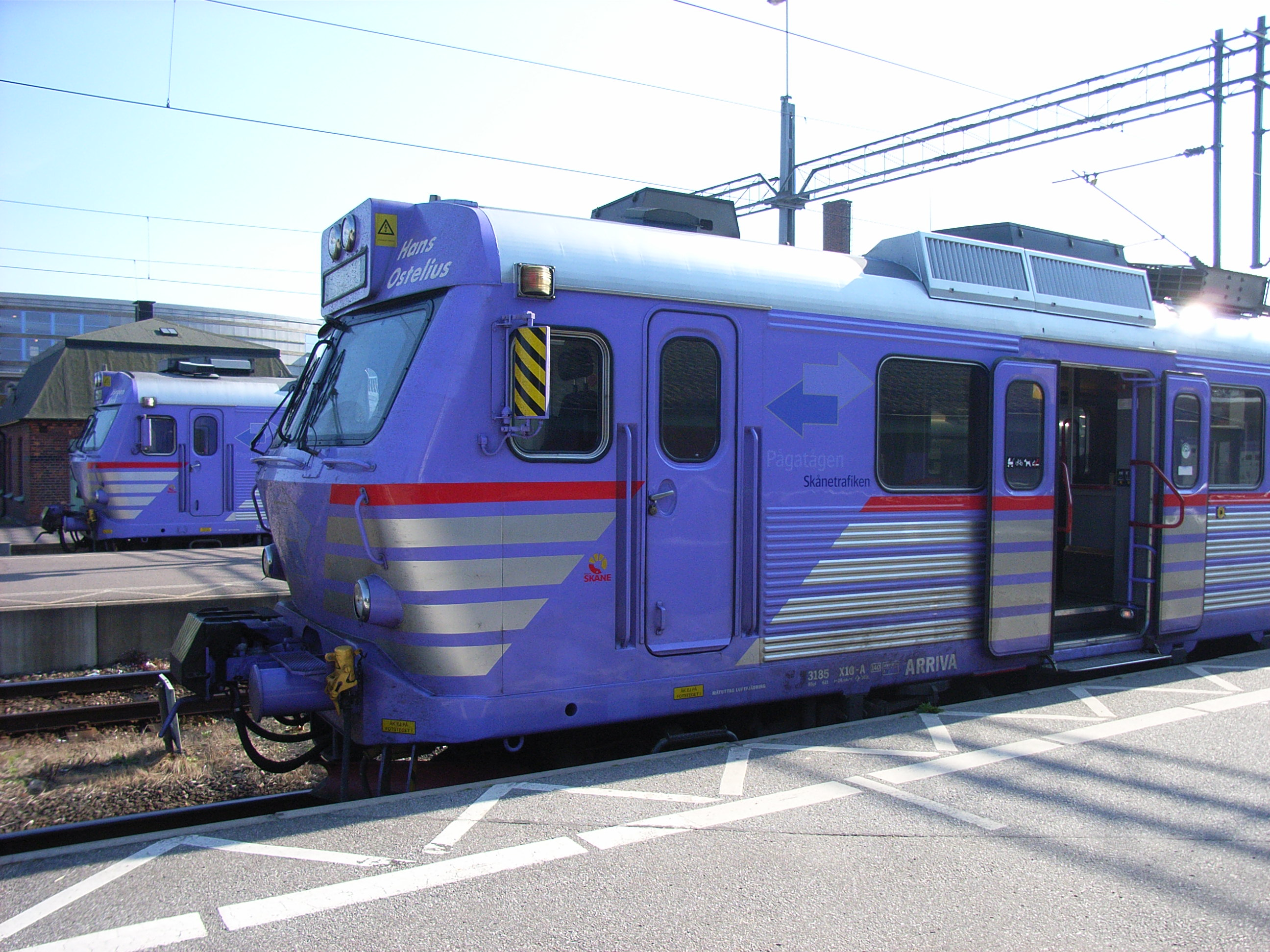
Pågatåg nr 3185 (Hans Ostelius) av typ X11 på Ystads station
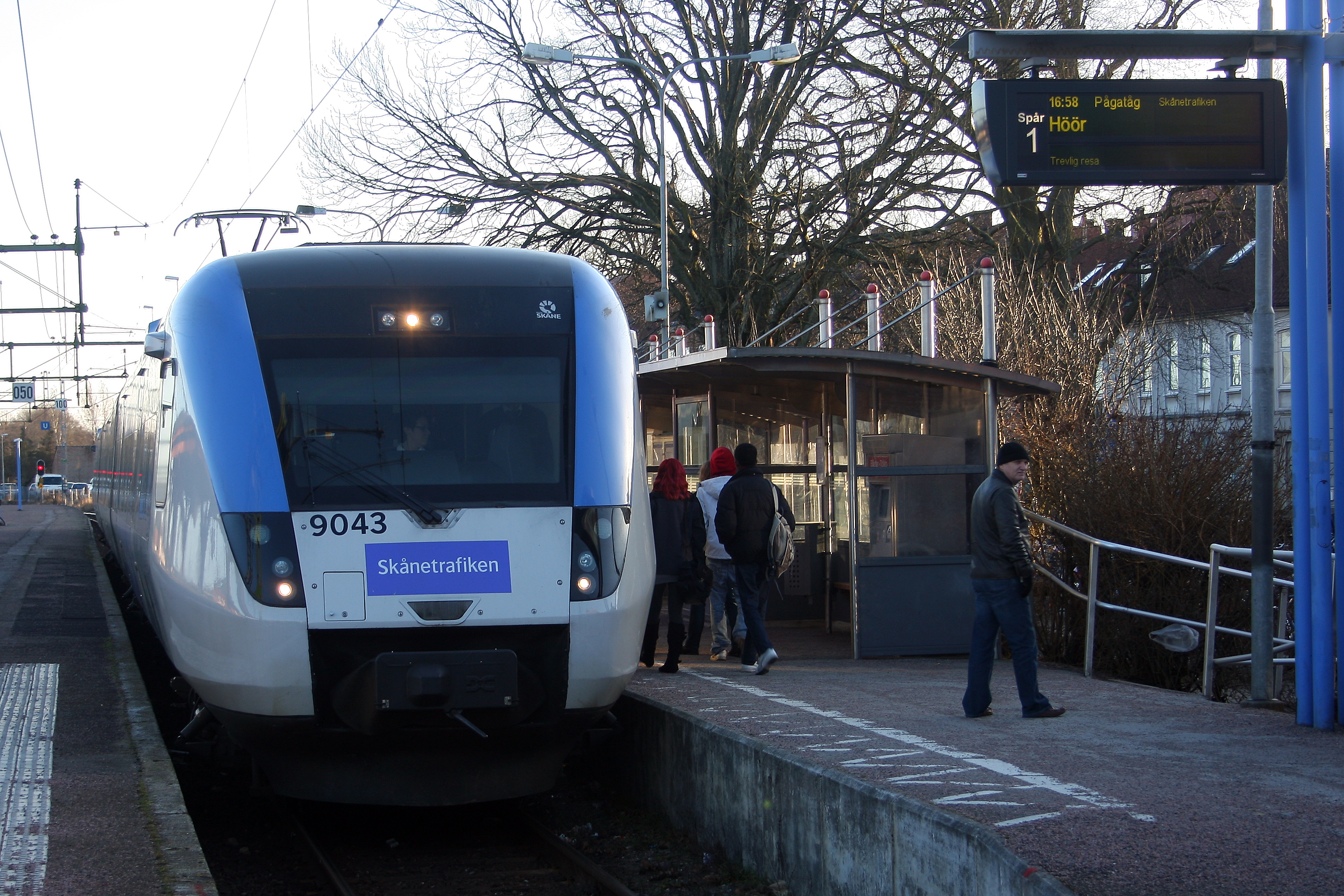
Pågatåg av typ X52 på Eslövs station
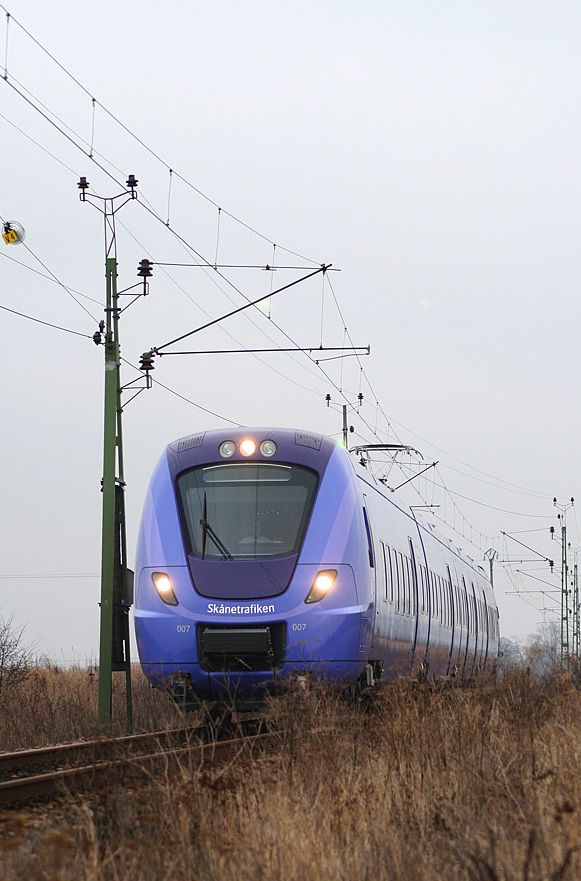
Pågatåg nr 027 (Lars-Erik Larsson) av typ X61 på premiärtur i Skåne, här i Teckomatorp den 4 december 2009
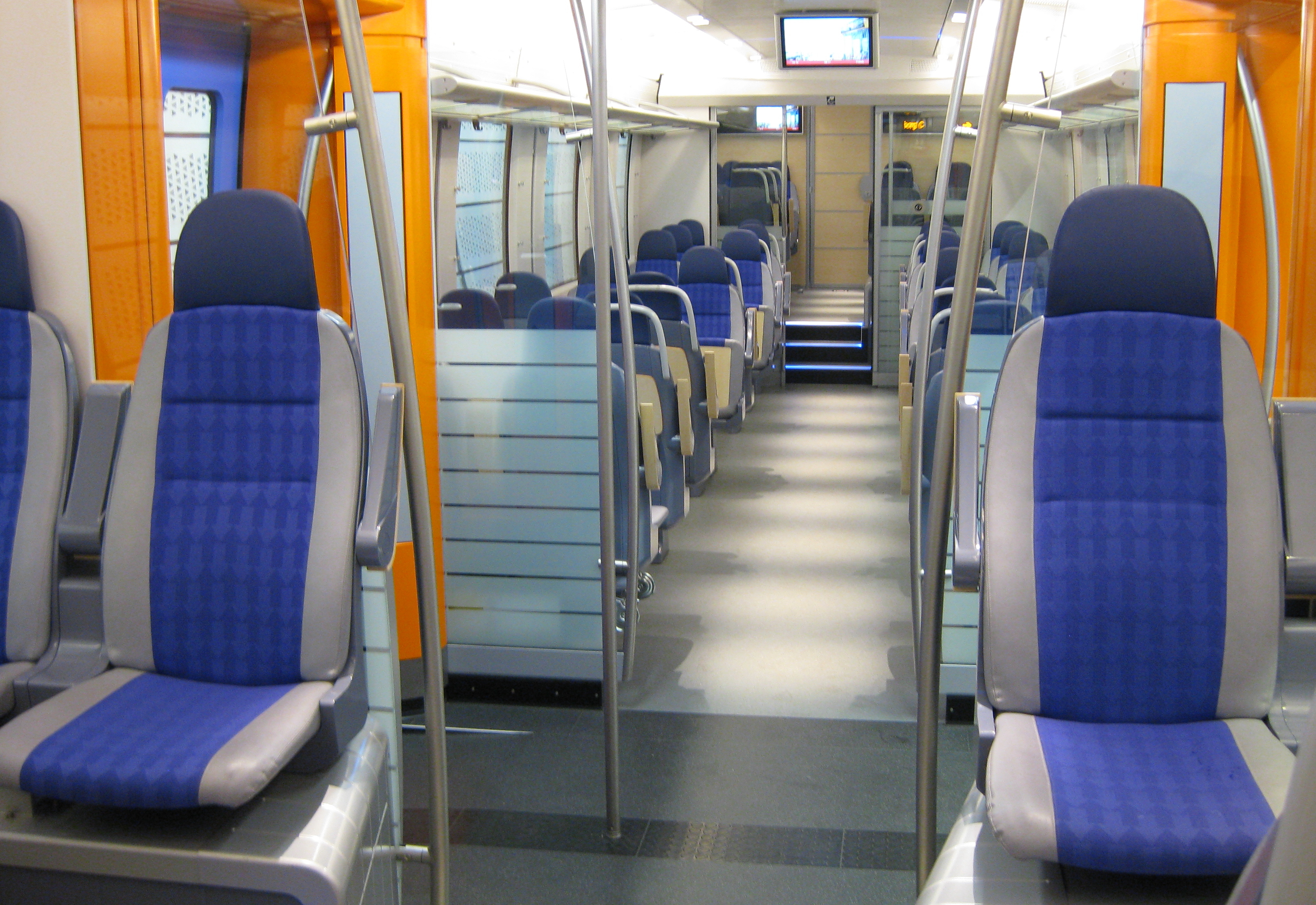
Interiör på ett Pågatåg av typ X61
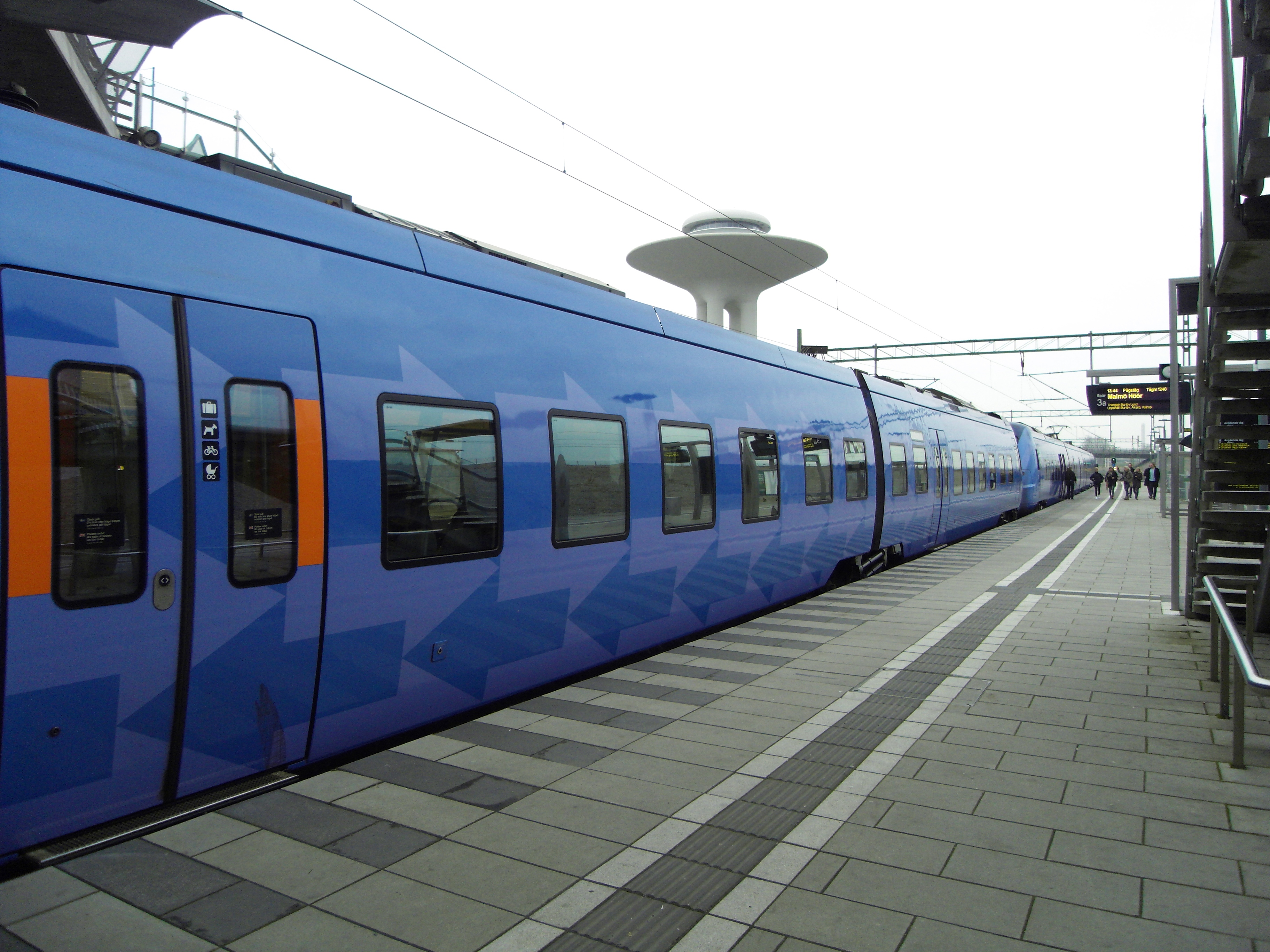
Pågatåg av typ X61 på Hyllie station i Malmö
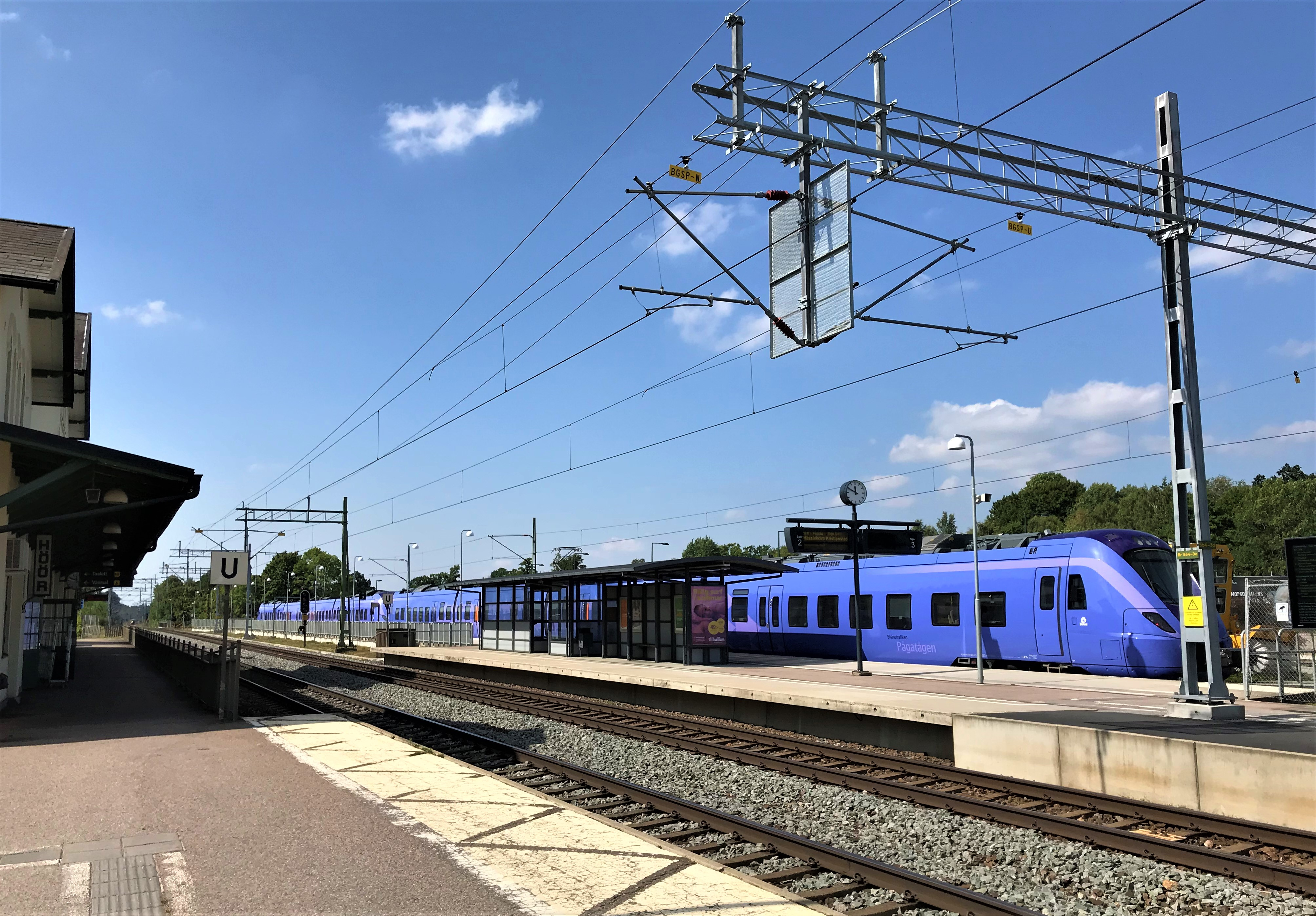
Pågatåg i Höör, 2018